# بيتر برين
بيتر برين (بالإنجليزية: Peter Breen)‏ هو متزلج فني أمريكي، ولد في 29 أكتوبر 1969 في بروكتون في الولايات المتحدة.

## وصلات خارجية
- بيتر برين على موقع أوليمبيديا (الإنجليزية)